# El condón asesino (película de 1996)
El condón asesino (título original: Kondom des Grauens; título en Estados Unidos: Killer Condom) es una película germano-suiza de 1996 dirigida por Martin Walz (quien también escribió el guion junto con Ralf König), y fue producida por Ascot Film, ECCO Film y MBG. El guion de la película se basó en dos cómics de Ralf König ("El condón asesino" y "El retorno del condón asesino"). El filme se estrenó por primera vez tanto en Alemania como en Suiza el 29 de agosto de 1996, donde fue distribuida por Ascot Elite Entertainment. Este largometraje también contó con celebridades como Udo Samel, Peter Lohmeyer, Iris Berben, Leonard Lansink y muchos otros, quienes ayudaron a dar vida a los personajes a través de sus actuaciones.
En España, la película se estrenó en cines el 11 de julio de 1997, cuya distribución estuvo a cargo de Lauren Films (a quien Manga Films también ayudó en la distribución de la película). También fue doblada al castellano con la voz de Alberto Trifol como Luigi Mackeroni.

## Trama
En un hotel de Nueva York un tutor chantajea a una estudiante para ir a la cama con él, pero cuando éste se pone un condón, el condón le arranca el pene con los dientes y desaparece. El detective Mackaroni lleva el caso, pensando que la chica ha atacado al profesor. Va al hotel y acaba en una habitación con un gigoló, pero de repente están interrumpidos por el asalto del condón asesino. Ahora, en una venganza personal, Mackeroni comienza su única búsqueda no sólo para detener la ola de ataques con condones, sino también para enfrentar sus verdaderos sentimientos hacia Billy el gigoló.

## Reparto
| Intérprete        | Personaje               | Actor/actriz de doblaje                   |
| ----------------- | ----------------------- | ----------------------------------------- |
| Udo Samel         | Luigi Mackeroni         | Alberto Trifol                            |
| Peter Lohmeyer    | Sam Hanks               | Gonzalo Abril                             |
| Iris Berben       | Dr. Riffleson           | Concha García Valero                      |
| Leonard Lansink   | Babette/Bob Miller      | Juan Carlos Gustems                       |
| Marc Richter      | Billy                   | Sergio Zamora                             |
| Henning Schlüter  | Robinson                | Pepe Antequera                            |
| Ron Williams      | Capitán de policía      | Miguel Ángel Jenner                       |
| Ralf Wolter       | Profesor Boris Smirnoff | Antonio Crespo                            |
| Evelyn Künneke    | Wilma                   | Aurora García                             |
| Meret Becker      | Phyllis Higgins         | María Moscardó                            |
| Gerd Wameling     | Profesor de Phyllis     | Domènec Farell                            |
| Otto Sander       | Sr. Higgins             | Enric Isasi-Isasmendi                     |
| Georg-Martin Bode | McGouvern               | Antonio García Morel                      |
| Gode Benedix      | Policía                 | Adrià Frías                               |
| N/A               | Voces adicionales       | Alfonso Vallés, Jordi Ribes y Oriol Rafel |

| Ficha de doblaje   | Ficha de doblaje       |
| ------------------ | ---------------------- |
| Estudio de doblaje | Q.T. Lever (Barcelona) |